# Ctenoplusia laqueta
Ctenoplusia laqueta är en fjärilsart som beskrevs av Claude Dufay 1968. Ctenoplusia laqueta ingår i släktet Ctenoplusia och familjen nattflyn. Inga underarter finns listade i Catalogue of Life.